# Sóc Peters
Sóc Peters, tên khoa học Sciurus oculatus, là một loài động vật có vú trong họ Sóc, bộ Gặm nhấm. Loài này được Peters mô tả năm 1863. Chúng là loài đặc hữu của México.